# (38719) 2000 QQ127
2000 QQ127 (asteroide 38719) é um asteroide da cintura principal. Possui uma excentricidade de 0.15637780 e uma inclinação de 9.33028º.
Este asteroide foi descoberto no dia 24 de agosto de 2000 por LINEAR em Socorro.